# Schloss Angers

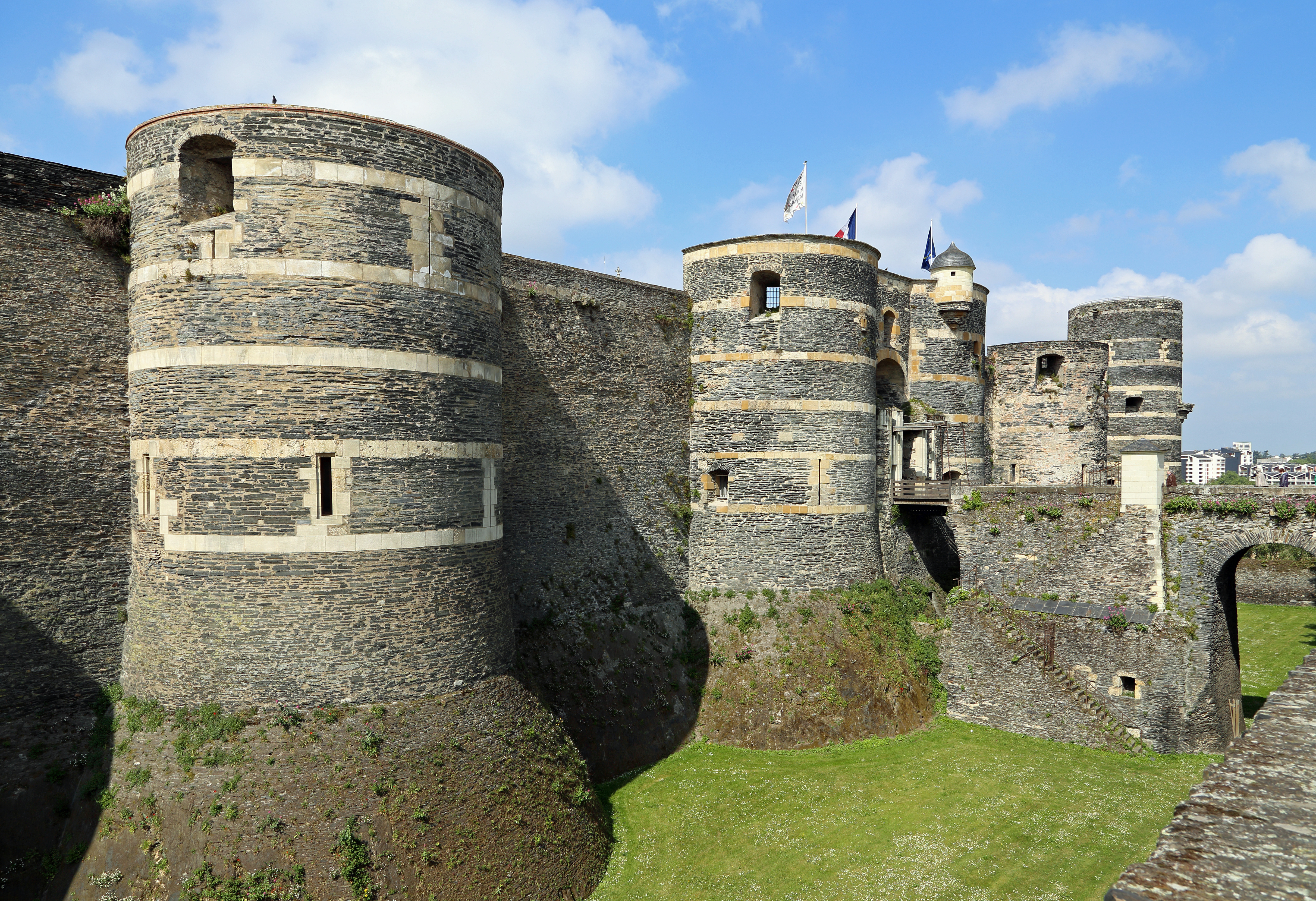
Schloss Angers – Umfassungsmauer mit der Porte de Ville

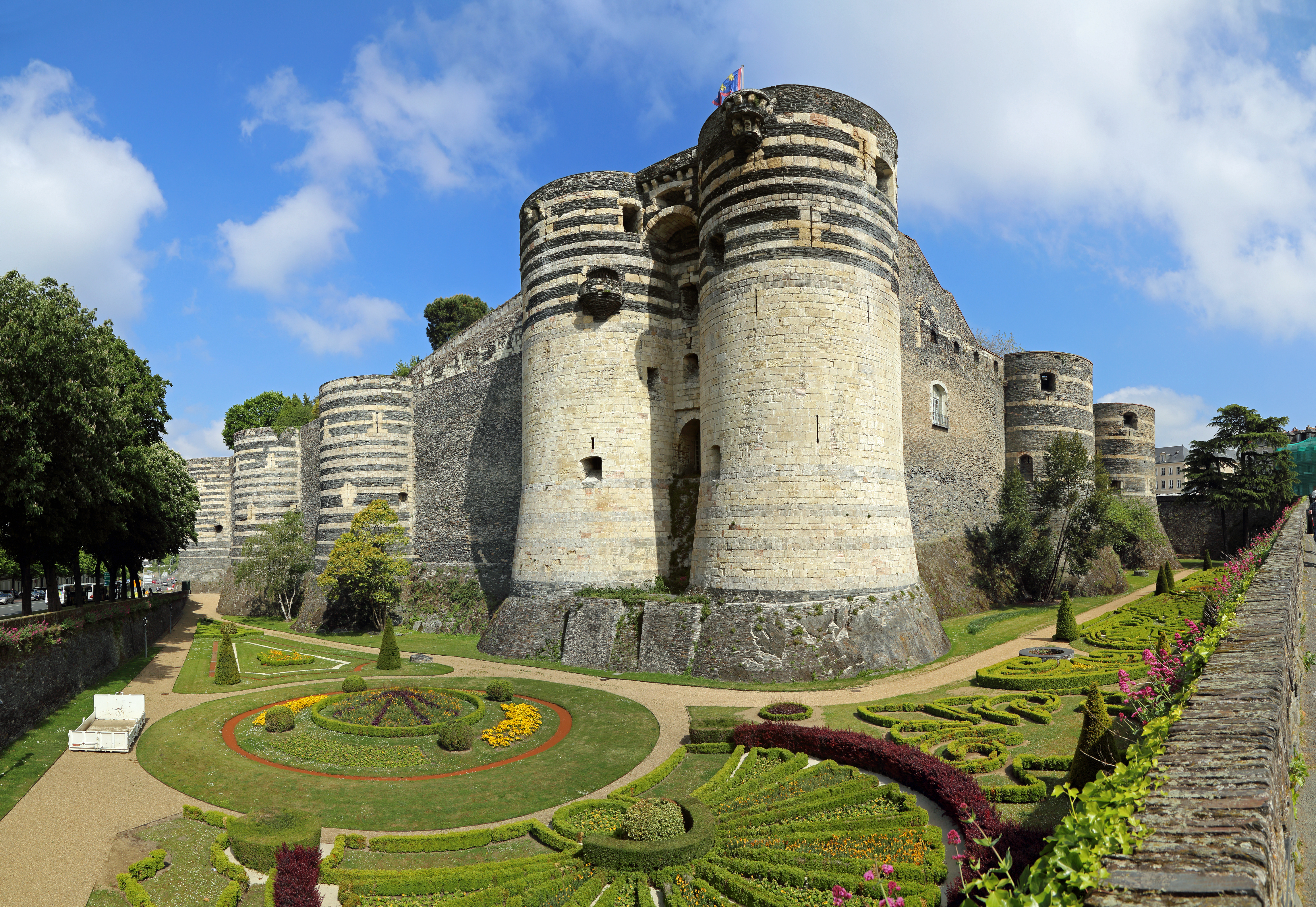
Schloss Angers – Ansicht der Mauern von Süden

Das Schloss Angers liegt am Fluss Maine, in der Nähe des Zusammenflusses von Maine und Loire. Angers ist heute die Hauptstadt des Départements Maine-et-Loire in der Region Pays de la Loire; sie war die alte Hauptstadt des Anjou.

## Das Schloss König Ludwigs IX.
Schon in römischen Zeiten stand auf dem schroffen Felsen über dem Maine-Tal eine Festung. Auch die Grafen von Anjou errichteten wegen der strategischen Vorteile hier ihre Residenz. Nachdem Ende des 12. Jahrhunderts das Anjou zum Königreich Frankreich gekommen war, entwickelte sich Angers zu einer regionalen Hauptstadt. Anfang des 13. Jahrhunderts begann der Herzog der Bretagne, Pierre de Dreux, die Autorität Ludwigs IX., des Heiligen, anzufechten und eroberte die Stadt, die aber bald wieder an die Krone zurückfiel. In der Folge versuchte der König, Angers zu einer Bastion zu machen, die den Bretonen trotzen konnte. Dazu errichtete er um 1230, angeregt von der Regentin Blanka von Kastilien, um den ehemaligen Grafenpalast herum die gewaltige Zitadelle als Lager für die königlichen Armeen. Da es jedoch zu keiner kriegerischen Auseinandersetzung mit den Nachbarn kam, umschlossen die gewaltigen Mauern schließlich ein Areal, das vornehmlich später erbauten Palästen Platz bot. 1246 übertrug Ludwig das Bauwerk samt Grafschaft an seinen Bruder Karl.
Nach außen imponiert die Feste Ludwigs des Heiligen durch die Wucht ihrer 17 Türme und ihrer Wehrmauer. Im Inneren der Festung überrascht das Schloss durch elegante Gebäude und Gartenanlagen. Die Festung nimmt ein Areal von über 20 000 m² ein. Die Türme aus dunklem Schiefer und hellem Tuffstein sind 30 Meter hoch und auf drei oder vier Etagen mit Schießscharten bestückt. Für das große königliche Schloss waren traditionell zwei Schlosstore vorgesehen, eines zur Stadt hin, und die Porte des Champs, die aus der Stadt hinaus führt; heute besteht aber nur noch die Porte de la Ville. Gesichert waren die Tore mit doppelten Fallgattern. Über den Toren befinden sich Mordlöcher bzw. Pechnasen.

## Das Schloss der Herzöge von Anjou

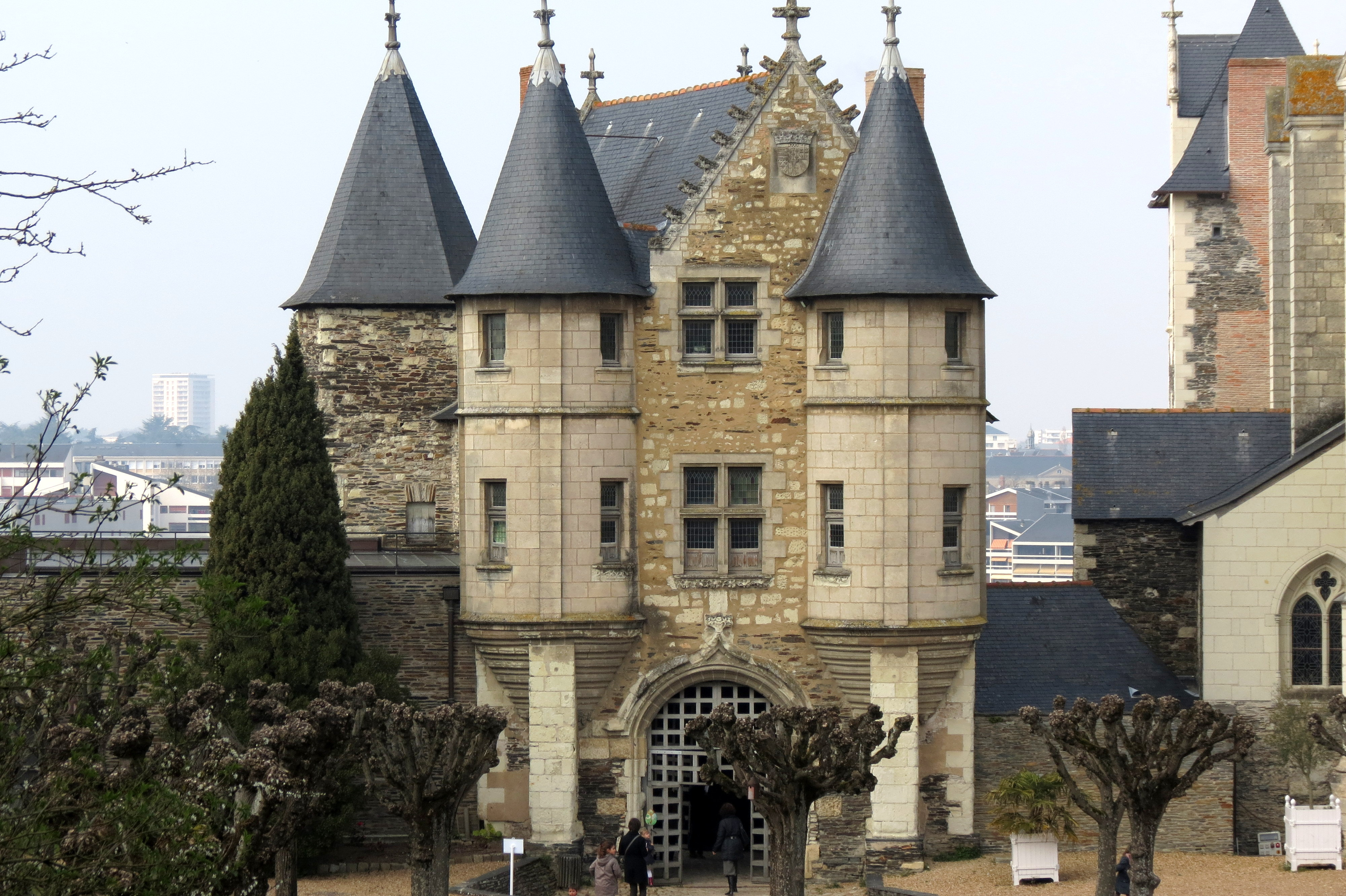
Châtelet – Eingang zum herrschaftlichen Wohnbereich

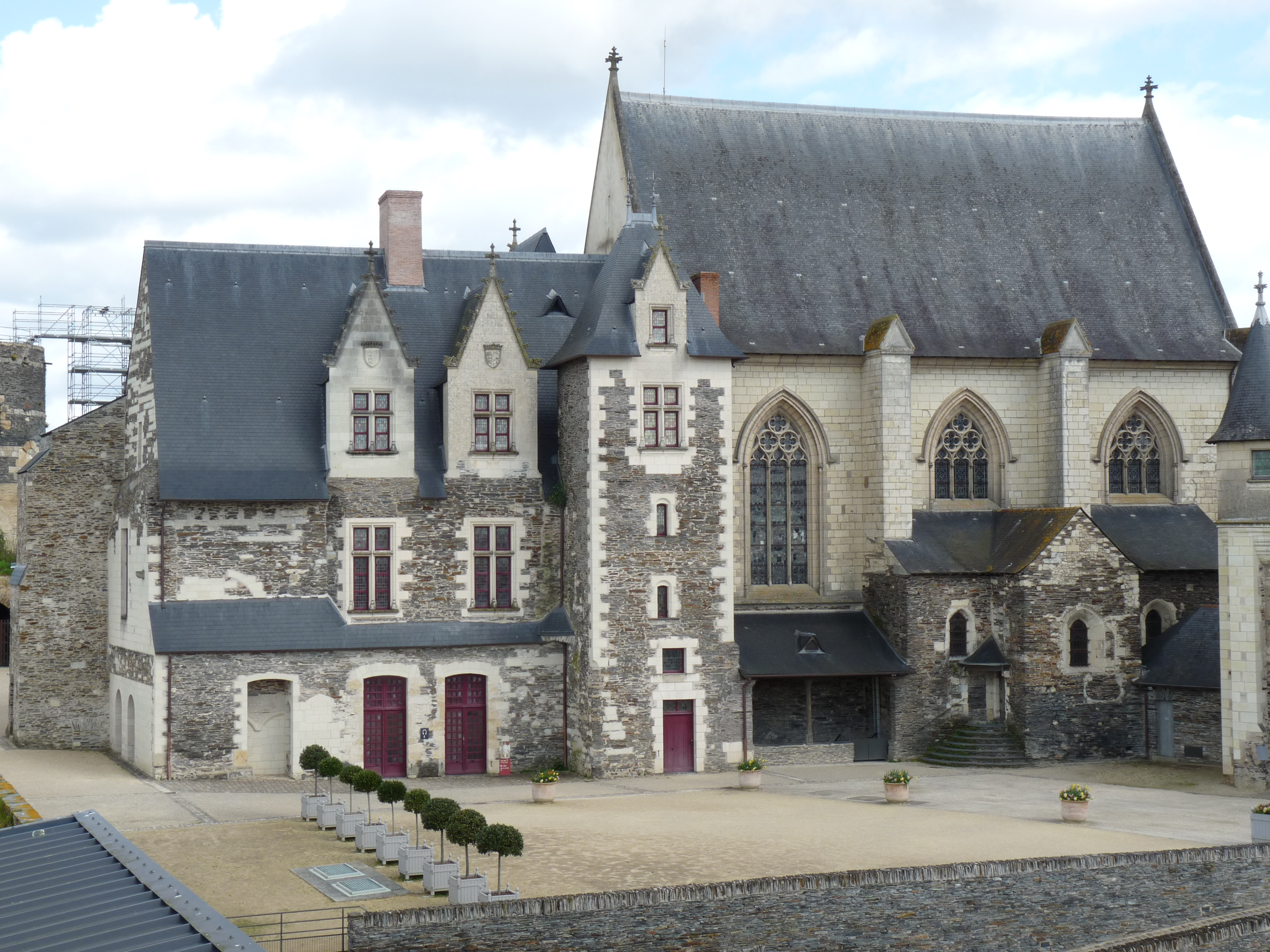
Königlicher Wohntrakt mit angrenzender Kapelle

Mit Philipp VI. als König von Frankreich gelangte 1328 die Linie Valois auf den Thron, und zugleich wurde das Anjou wieder mit der Krone vereinigt. König Johann II. erhob es zu einem Herzogtum und gab es seinem zweiten Sohn, der als Ludwig I. 1382 König von Neapel und Stammvater des vierten Hauses Anjou wurde. Das Herzogtum gehörte nun den Königen von Neapel, bis es 1480 nach dem Tod Renés II. von Ludwig XI. faktisch in Besitz genommen und für immer mit der französischen Krone vereinigt wurde.
Nach dem Frieden von Brétigny hatte Frankreich 1365 die Pest sowie den Krieg überstanden, und in der Zeit von Karl V. setzte ein erstaunlicher Wirtschaftsaufschwung ein. In der Folge ließen die Fürsten eine neue Kunst und Architektur erblühen, die im Bau etlicher neuer Schlösser gipfelte. Im Schloss Angers entwickelte sich in dieser Zeit unter den argevinischen Herzögen Ludwig I. und Ludwig II. sowie König René ein schillerndes höfisches Leben. Zahlreiche Aufenthalte in Neapel beeinflussten sowohl Lebensart als auch die künstlerische sowie architektonische Gestaltung.
Das mit malerischen, von spitzen Dächern gekrönten Ecktürmchen gestaltete Châtelet stammt aus der Zeit Renés und bildet das Eingangsportal zum herrschaftlichen Wohnsitz. Im Innenhof finden sich der von Ludwig II. und seiner Gemahlin Jolanthe von Aragón errichtete königliche Wohntrakt und die Kapelle. Das königliche Wohnhaus ist das einzige Überbleibsel der im 14. Jahrhundert errichteten Wohngebäude. Die einschiffige Kapelle stammt aus der Zeit um 1410 und zeichnet sich durch die Raumweite und das Anjou-Gewölbe aus. An das königliche Wohnhaus ließ René von Anjou 1450 eine Galerie anbauen, deren Fassade von drei Strebepfeilern untergliedert und von Stabwerkfenstern durchbrochen wurde. René konnte so vom Fenster aus den Festen im Hof beiwohnen.
Vom großen Saal des gräflichen Palastes ist im hinteren Teil des Innenhofs noch eine Mauer vorhanden. Der mehr als 1000 Jahre alte Saal stellte den Kern des Bauwerkes dar, das vom 9. bis 11. Jahrhundert die Residenz der Grafen von Anjou war. Später wurde der Saal wiederholt dem Geschmack der jeweiligen Epoche angepasst. Die große Mauer mit den vier großen sechsteiligen Fenstern lässt die Pracht, den der Saal zur Zeit der Herzöge von Anjou ausgestrahlt haben muss, nur erahnen. Im Mittelalter war ein „großer Saal“ ein bevorzugter Ort für offizielle Veranstaltungen des Fürsten oder Lehnsherrn. Er diente je nach Bedarf als Bankett-, Gerichts-, Versammlungs- oder Ballsaal. Er wurde durch einen 5,40 Meter breiten offenen Kamin, der sich an der linken Stirnwand befindet, beheizt.
Vor dem Hintergrund der Religionskriege und der Autonomiebestrebungen der Stadt rückte Ende des 16. Jahrhunderts der Verteidigungszweck der Anlage wieder in den Vordergrund. Auf Befehl Heinrichs III. wurden die Dächer von den Türmen entfernt, um als Stellungen für moderne Artillerie zu dienen. Auch trug man für den Fall eines Angriffs die Wälle ab.

## Galerie der Apokalypse

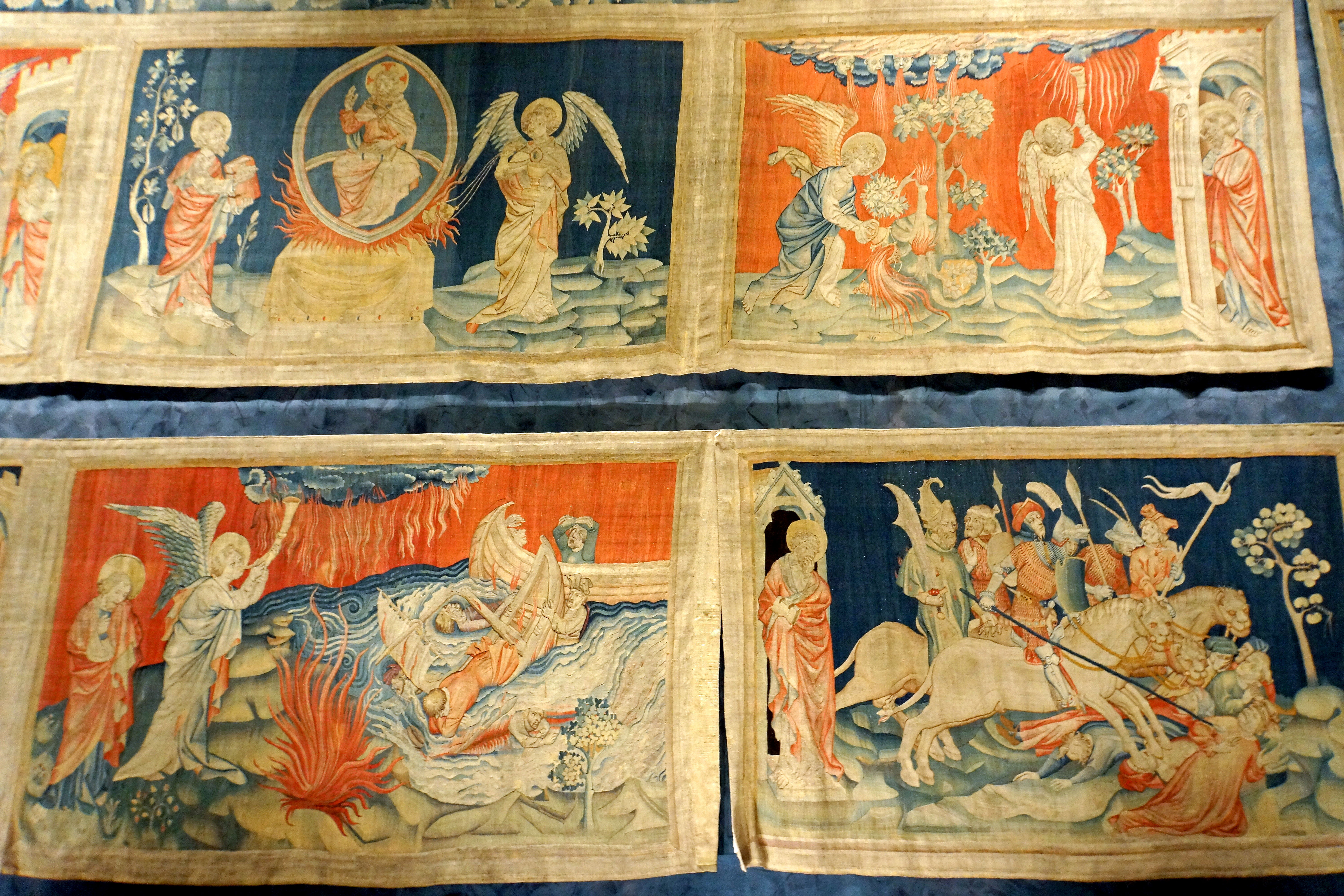
Bildteppiche in der Galerie der Apokalypse

Ein besonderes Kunstwerk wird im Schloss in der zwischen 1952 und 1954 anstelle der verschwundenen Gebäude errichteten Galerie der Apokalypse ausgestellt. Der Bildteppich illustriert das letzte Buch der Bibel, das von Johannes am Ende des 1. Jahrhunderts geschrieben wurde. Der Zyklus wurde 1375 von Ludwig I., Herzog von Anjou, in Auftrag gegeben und vermutlich 1382 fertiggestellt. Das Werk besticht durch seine außergewöhnliche Größe: es besteht aus 70 heute noch erhaltenen Einzelbildern, die bei einer Höhe von 4,50 m eine Gesamtlänge von rund 100 m ergeben.
Der Wandteppichzyklus der Apokalypse ist der älteste erhaltene Bildteppich dieser Größe. Seine stilistische und technische Qualität zeugen von dem Ehrgeiz des königlichen Geldgebers, dem Bruder König Karls V. Über die Darstellung der Apokalypse hinaus gibt das Werk wertvolle Aufschlüsse über die soziale und politische Situation Ende des 14. Jahrhunderts, als noch immer der Hundertjährige Krieg wütete.